# Реймс (станція)
49°15′33″ пн. ш. 4°01′27″ сх. д. / 49.259166666667° пн. ш. 4.0241666666667° сх. д.
Центральний вокзал Реймса (фр. Gare de Reims) — один із трьох залізничних вокзалів Реймса. Обслуговує регіональне сполучення (лінії TER) та сполучення зі Східним вокзалом у Парижі (поїзди TGV).

## Історія
Центральний вокзал Реймса був відкритий 1858 року . Будівлю спроєктував архітектор Фелікс Лангле. Згодом вокзал серйозно постраждав у роки Першої світової війни і був реконструйований інженерами Ле Мареком і Ріді . У 2005—2007 роках вокзал був модернізований для того, щоб приймати високошвидкісні потяги . У 2011 році Міністерство культури Франції надало вокзалу статус «спадщини XX століття»  .

## Архітектура та інтер'єр

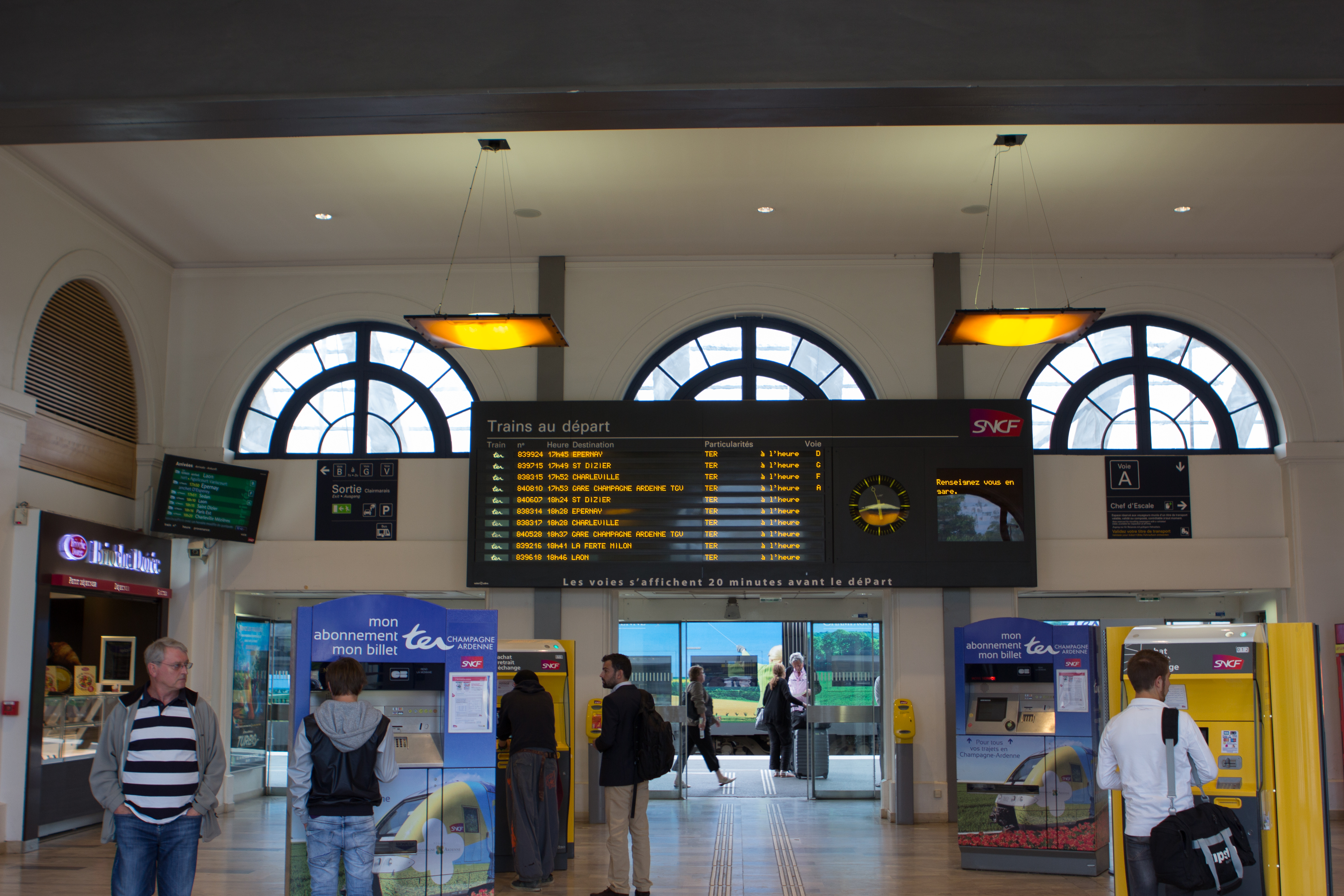
Інтер'єр та вихід до поїздів

Будівля вокзалу збудована в неокласичному стилі. Його розміри — 105×65 м, загальна площа — 6 800 м² . Уздовж фасаду розташовані арки із залізобетону у формі перевернутої літери U (35×29 м) . Арки засклені по всій висоті; крім того, засклено 67 % даху . Загальна площа засклених ділянок — 4560 м ² . Перони також забезпечені заскленим навісом 98×9 м .
Будівля, що нагадує зовнішнім виглядом палац, витягнута в довжину і розташована паралельно до залізничних колій  . У центральній частині роташовані автомати для продажу квитків, довідкова служба та вихід до поїздів. У лівому крилі розташований буфет; між ним та центральною частиною є зал очікування. У правому крилі розташовані зал прибуття пасажирів, квиткові каси, багажне відділення та адміністрація вокзалу .

## Розташування
Вокзал розташований неподалік від історичного центру міста. Головний південний фасад виходить на привокзальну площу. Поруч розташовані сквер Кольбера і так звані Променади (пішохідні алеї). Неподалік знаходяться площа Ерлон (одне з найбільш жвавих місць міста) та арка Марса. Північний фасад має вихід у бік кварталу Клермаре.

## Рух поїздів

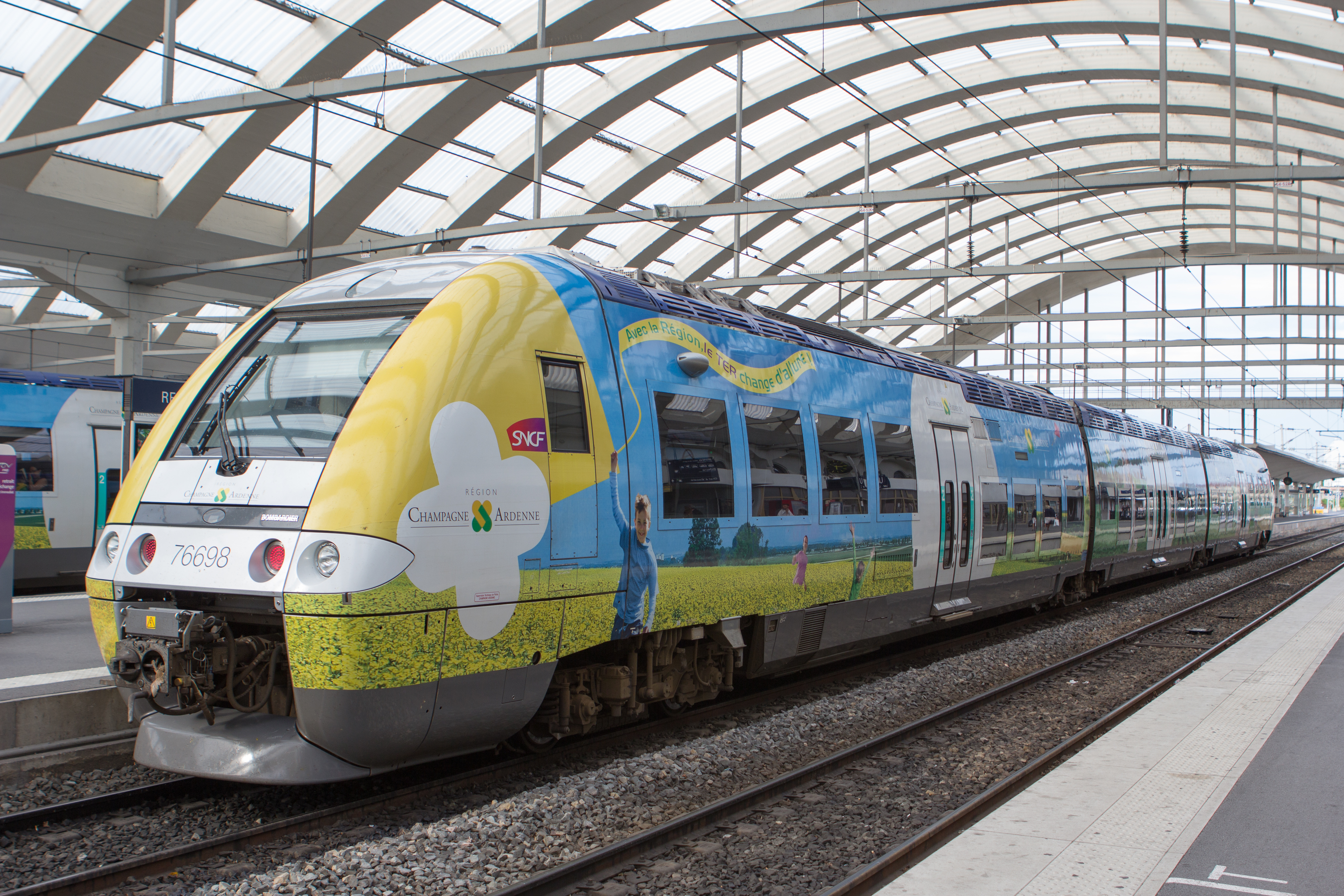
Поїзд Шампань — Арденни, що на вокзалі.

Станція належить національному оператору SNCF . Вона обслуговує як регіональне сполучення (TER Гранд-Ест), так і міжрегіональне (TER Реймс — Діжон) і далеке сполучення (LGV Est). Швидкісні поїзди TGV курсують між Реймсом та паризьким Східним вокзалом, час у дорозі — 45 хвилин . Поїзди TER також курсують між центральним вокзалом та вокзалом Шампань — Арденни.
Середньорічний пасажиропотік становить 3,8 млн осіб  .